# Global Shapers Community
Global Shapers Community — инициатива Всемирного экономического форума (World Economic Forum). Это сеть городских площадок по всему миру, созданных и управляемых неординарными молодыми людьми 20–30 лет (шейперами), достигшими исключительных успехов в разных сферах деятельности и желающими внести свой вклад в развитие общества. Сообщество было создано основателем Всемирного Экономического Форума Клаусом Швабом в 2011 году.
Участниками сообщества могут стать представители любых профессий, нацеленные на развитие своих способностей в интересах общества. Приоритет отдается людям, имеющим успешный опыт предпринимательства, тем, кто стал инициатором или смог реализовать какой-либо крупный проект, а также внес выдающийся вклад в служение обществу в целом.
Общаясь между собой, участники Сообщества могут выдвигать идеи и предпринимательские новшества для решения насущных мировых проблем: от улучшения законодательства и экологии до трудоустройства молодежи. Для проведения своих идей в жизнь участники Сообщества могут использовать платформу форума и возможности сотрудничества с компаниями – стратегическими партнерами ВЭФ.
В России отделения сообщества Global Shapers (хабы) функционируют в Москве, Санкт-Петербурге, Иванове, Калининграде, Екатеринбурге, Казани, Новосибирске, Владивостоке и ряде других городов.

В Казахстане также существуют сообщества шейперов, функционирующие в Алмате и Астане. Один из реализованных больших проектов это Oazis (экологический проект) - фонтан для предоставления чистой фильтровой воды, также показывающая подсчёт неиспользованных пластиковых приборов; «Добрый Город» - проект.
С 2019 года в Ташкенте начал функционировать Global Shapers Tashkent Hub.
В  Кыргызстане сообщество Global Shapers Bishkek существует с 2014 года, реализуя такие проекты как  Big brothers-Big sisters, University Fair, SHAPE Eurasia 2015, Oilon Prof, Oilon Tour.